# Время на Украине
| светло-синий   | западноевропейское время / среднее время по Гринвичу (UTC+0)                                                                        |
| синий          | западноевропейское время / среднее время по Гринвичу (UTC+0) западноевропейское летнее время / ирландское стандартное время (UTC+1) |
| красный        | центральноевропейское время (UTC+1) центральноевропейское летнее время (UTC+2)                                                      |
| жёлтый         | восточноевропейское время / калининградское время (UTC+2)                                                                           |
| хаки           | восточноевропейское время (UTC+2) восточноевропейское летнее время (UTC+3)                                                          |
| светло-зелёный | московское время / турецкое время (UTC+3)                                                                                           |
| светло-голубой | азербайджанское время / армянское время / грузинское время / самарское время (UTC+4)                                                |

На территории Украины действует время второго часового пояса, так называемое восточноевропейское, или киевское время — UTC+2 (в летний период — UTC+3). Порядок исчисления времени регулируется постановлением правительства Украины, сезонный перевод часов производится в последнее воскресенье марта в 3:00 на 1 час вперёд и в последнее воскресенье октября в 4:00 на 1 час назад.
На оккупированных территориях, контролируемых Российской Федерацией (Автономная Республика Крым и Севастополь, а также часть Донецкой и Луганской областей), де-факто используется время UTC+3 без сезонного перевода часов.

## Географические часовые пояса Украины

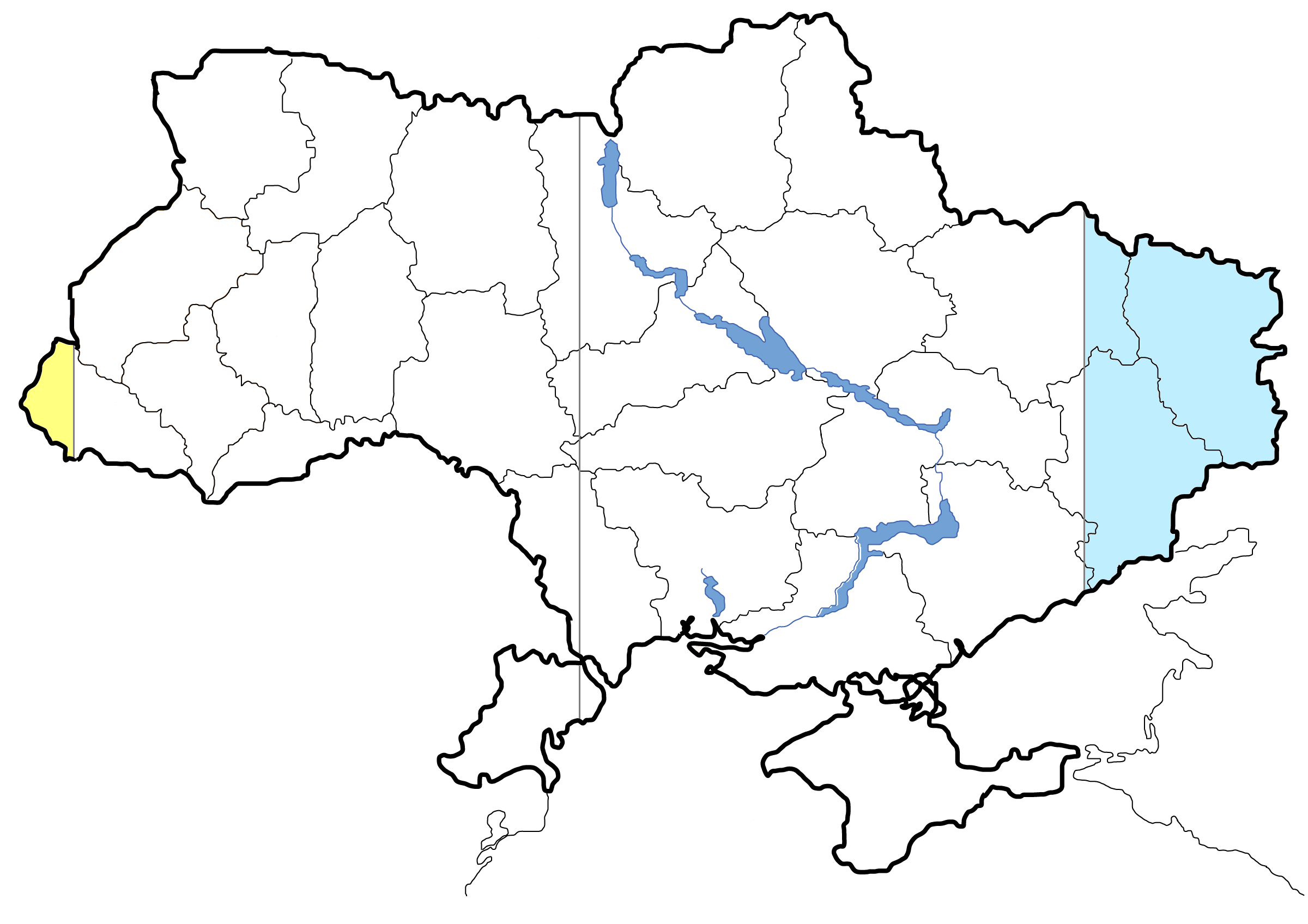
Расположение Украины (в международно признанных границах) относительно географических часовых поясов

Территория Украины по долготе имеет протяжённость 17°57′ или примерно 1,2 часа, но приблизительно 85 % (527 тыс. км²) её территории лежит в пределах от 22°30′ до 37°30′ в. д., то есть в географическом часовом поясе UTC+2 — это время принято как официальное для всей территории страны. Часть Закарпатской области (западнее 22°30′ в. д.) попадает в географический часовой пояс UTC+1. Луганская область, а также часть Донецкой и Харьковской областей (восточнее 37°30′ в. д.) попадают в часовой пояс UTC+3. Однако для практического удобства границы часовых поясов на суше проводятся не строго вдоль меридианов, а с учётом государственных и административных границ, поэтому вся территория страны административно отнесена к одному часовому поясу.
Официальное время на территории Украины соответствует местному среднему солнечному времени на срединном меридиане второго часового пояса (30° в. д.), который проходит примерно на 0,5° западнее столицы Украины — Киева. Применяемое время (UTC+2 зимой, UTC+3 летом) называют киевским временем или восточноевропейским временем.

## История изменений

### Декретное время
В 1930—1931 годах на территории Украинской ССР (как и на всей территории СССР) было установлено так называемое «декретное время» — порядок исчисления времени «поясное время плюс один час» (официальное время стало соответствовать UTC+3), который действовал до 1990-х годов. Декретное время начало действовать с 21 июня 1930 года, а в начале ноября 1930 года председатель СНК Украинской ССР В. Я. Чубарь телеграфировал в Москву: «Сохранение <в> дальнейшем часовой стрелки <на> час вперёд нецелесообразно работы начинаются в темноте прошу поставить вопрос <об> отмене».

### Летнее время
С 1 апреля 1981 года на территории Украинской ССР (как и на всей территории СССР) на летний период стало вводиться летнее время (UTC+4).

### Отмена декретного времени
С 1 июля 1990 года на территории Украинской ССР было установлено время второго часового пояса без добавления одного часа (отмена «декретного часа»), при этом сезонный перевод часов официально не отменялся, то есть летнее время с 1 июля 1990 года стало соответствовать UTC+3 — такое время действовало на тот момент в Калининградской области, Литве, Латвии, Эстонии, Белоруссии и Молдавии. Для перехода на новое «зимнее» время, UTC+2, часы надо было перевести ещё на 1 час назад 30 сентября 1990 года. Однако согласно постановлению правительства от 21 сентября 1990 года осенний перевод часов был отменён, поэтому «декретный час» на период с 30 сентября 1990 по 31 марта 1991 года фактически был восстановлен.
31 марта 1991 года на территории Украинской ССР часы вперёд не переводились, так как переход на летнее время был совмещён с отменой «декретного часа» на всей территории СССР. Осенью 1991 года по постановлению правительства Украины состоялся переход с нового летнего времени на новое «зимнее» время, UTC+2 — 29 сентября 1991 года часы были переведены на 1 час назад. С марта 1992 года сезонный перевод часов был продолжен на основании постановления Верховной Рады.

### История изменений в Крыму
С 1994 по 1996 год на территории Автономной Республики Крым (включая Севастополь) действовало местное время, опережающее на 1 час киевское время и соответствующее московскому времени (UTC+3 зимой, UTC+4 летом). Весной 1996 года республика подчинилась решению правительства Украины и перешла на киевское время.
15 октября 1997 года Верховный совет Автономной Республики Крым принял закон «Об исчислении времени», согласно которому исчисление времени, определение часового пояса и переход на летнее время на территории Крыма были отнесены к исключительному ведению республики. Согласно этому закону на территории Крыма должно действовать официальное время, соответствующее UTC+3, и осуществляться сезонный перевод часов. В тот же день было принято обращение к президенту и премьер-министру Украины с предложением внести соответствующие изменения в постановление Кабинета министров от 13 мая 1996 года «О порядке исчисления времени на территории Украины». Президент Украины своим указом от 25 октября 1997 года остановил действие крымского закона и направил соответствующее представление в Конституционный Суд Украины, который 25 марта 1998 года признал этот закон неконституционным.
С 1996 года по 29 марта 2014 года на территории Крыма действовало киевское время. 30 марта 2014 года на территориях АР Крым и Севастополя, де-факто включённых в марте 2014 года в состав России (см. аннексия Крыма Российской Федерацией), российскими властями было введено московское время (на тот момент UTC+4). Законодательно на федеральном уровне это было оформлено 21 июля 2014 года поправками в российском законе «Об исчислении времени». С осени 2014 года московское время стало соответствовать UTC+3. Новый порядок исчисления времени вступил в силу с 26 октября 2014 года, с 2:00.

### Попытки отмены сезонного перевода часов
С осени 1991 года на территории Украины стало действовать восточноевропейское время: UTC+2 зимой, UTC+3 летом. Переходы с «зимнего» на летнее время и обратно производились синхронно с большинством стран. Ежегодно в последнее воскресенье марта в 3:00 часы переводились на 1 час вперёд, а в последнее воскресенье октября (до 1996 года — в последнее воскресенье сентября) в 4:00 переводом часов на 1 час назад происходил обратный переход на «зимнее» время.
20 сентября 2011 года Украина, вслед за Россией и Белоруссией, отказалась от сезонного перевода часов, отменив предстоящий возврат на «зимнее» время. Соответствующий законопроект 266 голосами был принят в Верховной Раде. Страна фактически должна была перейти в часовой пояс UTC+3, сохранив постоянную разницу в 1 час с московским временем (на тот момент UTC+4). Спустя месяц данное решение было пересмотрено, и возврат Украины на «зимнее» время осенью 2011 года всё-таки состоялся.
23 ноября 2011 года на сайте Кабинета министров был опубликован законопроект «О порядке исчисления времени на территории Украины», согласно которому устанавливалось время часового пояса UTC+2 в течение всего года. В конце января 2012 года Кабинет министров принял решение ещё раз перейти на летнее время в связи с проведением в стране чемпионата Европы по футболу — «для удобства иностранцев», а осенью 2012 года перевести часы на постоянное время UTC+2. В марте 2013 года предложение правительства было отменено — был продолжен прежний порядок: UTC+2 зимой, UTC+3 летом.
Вопрос об отмене сезонного перевода часов вновь был поднят в 2020 году. Инициатором выступил первый заместитель председателя Верховной Рады Руслан Стефанчук. Его законопроект был принят в первом чтении 3 марта 2021 года, но в нём не были установлены сроки принятия закона.
16 июля 2024 года Верховная рада приняла законопроект об отмене перехода на летнее время с 2025 года, согласно которому 27 октября 2024 года должен был произойти переход на постоянное «зимнее» время (UTC+2), но закон не был подписан президентом.

### Время в самопровозглашённых ДНР и ЛНР
Осенью 2014 года руководители самопровозглашённых Донецкой Народной Республики и Луганской Народной Республики заявили об отказе от перехода вместе со всей Украиной на «зимнее» время и об установлении на своих территориях местного времени UTC+3 без сезонного перевода часов. Время UTC+3, соответствующее географическому часовому поясу самопровозглашённых республик, в ЛНР было официально названо московским временем, а в ДНР — донецким временем.

## Полдень в городах Украины
Расхождение действующего времени с местным средним солнечным временем определяется отклонением среднего полудня по действующему времени от 12:00. Для сравнения приведены значения среднего полдня в административных центрах областей в соответствии с их географическими координатами (без учёта перехода на летнее время):

12:46 Севастополь

12:44 Симферополь

12:31 Ужгород

12:29 Донецк

12:24 Львов

12:23 Луганск

12:21 Ивано-Франковск

12:19 Луцк

12:18 Тернополь

12:16 Черновцы

12:15 Ровно

12:12 Хмельницкий

12:06 Винница

12:05 Житомир

11:58 Киев

11:57 Одесса

11:55 Чернигов

11:52 Николаев

11:52 Черкассы

11:51 Кропивницкий

11:50 Херсон

11:42 Полтава

11:41 Сумы

11:40 Днепр

11:39 Запорожье

11:35 Харьков